# Villadepera
Villadepera é um município da Espanha na província de Zamora, comunidade autónoma de Castela e Leão, de área 29,97 km² com população de 273 habitantes (2004) e densidade populacional de 9,11 hab/km². Villadepera situa-se numa região onde o rio Douro forma 112 km de gargantas estreitas, agora protegidas como o Parque Natural do Douro Internacional.

## Demografia
| Variação demográfica do município entre 1991 e 2004 | Variação demográfica do município entre 1991 e 2004 | Variação demográfica do município entre 1991 e 2004 | Variação demográfica do município entre 1991 e 2004 |
| --------------------------------------------------- | --------------------------------------------------- | --------------------------------------------------- | --------------------------------------------------- |
| 1991                                                | 1996                                                | 2001                                                | 2004                                                |
| 306                                                 | 295                                                 | 280                                                 | 273                                                 |